# 폴 무니
폴 무니(영어: Paul Muni, 1895년 9월 22일~1967년 8월 25일)는 미국의 배우이다.

## 출연 작품
- 라스트 앵그리 맨 (1959)
- 스트레인저 온 더 프라울 (1952)
- 송 투 리멤버 (1945)
- 스테이지 도어 캔틴 (1943)
- 코만도 스트라이크 앳 던 (1942)
- 유아레즈 (1939)
- 대지 (1937)
- 에밀 졸라의 생애 (1937)
- 과학자의 길 (1936)
- 하이, 넬리! (1934)
- 더 월드 체인지 (1933)
- 나는 탈옥수 (1932)
- 스카페이스 (1932)
- 발리언트 (1929)